# Pallacanestro ai XX Giochi dei piccoli stati d'Europa
Le competizioni di pallacanestro ai XX Giochi dei piccoli stati d'Europa si sono svolte dal 27 al 31 maggio 2025.

## Podi
| Evento           | Oro        | Argento     | Bronzo |
| Torneo femminile | Montenegro | Lussemburgo | Cipro  |

## Medagliere
| Pos.   | Paese       | Oro | Argento | Bronzo | Totale |
| ------ | ----------- | --- | ------- | ------ | ------ |
| 1      | Montenegro  | 1   | 0       | 0      | 1      |
| 2      | Lussemburgo | 0   | 1       | 0      | 1      |
| 3      | Cipro       | 0   | 0       | 1      | 1      |
| Totale | Totale      | 1   | 1       | 1      | 3      |